# Carpent tua poma nepotes
 Carpent tua poma nepotes лат. (изговор:карпент туа пома непотес). Твоје ће плодове брати унуци. (Вергилије)

## Поријекло изреке
Ову изреку је изрекао у првом вијеку прије нове ере велики антички  пјесник Вергилије.

## Тумачење
Радећи, интелектуално и физички, човјек инвестира у сопствену будућност, али и будућност своје дјеце и унука. Сваки и најмањи рад, ма како био непримјетан и незначајан, оставља трагове у будућности потомака. (Дословно: Посади дрво. Плодове његове пуне снаге уживаће унуци)